# 非粒子物理学
理論物理学において、非粒子物理 (Unparticle physics) は、粒子物理学の標準模型を用いて粒子の観点から説明することができない、その構成要素がスケール不変である物質を予想する思索的な理論である。
この理論は、ハワード・ジョージの2007年春の論文Unparticle PhysicsおよびAnother Odd Thing About Unparticle Physicsによって提唱された。彼の論文は、他の多くの研究者による非粒子物理学の性質と現象論へのさらなる研究の確実な流れを作り、粒子物理学、天体物理学、宇宙論、CP対称性の破れ、レプトン、フレーバーの破れ、ミュー粒子崩壊、ニュートリノ振動、そして超対称性などに対して潜在的な影響力を持っている。

## 背景
全ての粒子は、特定のエネルギー、運動量および質量によって特徴付けられるような状態で存在している。粒子物理学の標準模型のほとんどの粒子は、そのエネルギー、運動量および質量をすべて共通因数によってスケールアップ／ダウンする（共通因数を掛ける）と、同じ種類の粒子として存在することはできない – 例えば電子はそのエネルギーや運動量と関係なく常に同じ質量を持つ。しかし、これは全てのケースにあてはまるわけではない。光子のような質量を持たない粒子はその性質がスケールされても（大きさを変えられても）同じ粒子として存在することができる。このスケーリングに対する耐性は"スケール不変性"と呼ばれる。
非粒子物理学のアイデアは、長さ（またはそれと同等にエネルギー）の変化に関わらず同じ物理を持ち、質量がゼロである必要はないがスケール不変である"資質を持つもの (stuff) "が存在するであろうという予想から来ている。
そのような非粒子の資質を持つものはまだ観測されていない。このことは、もしそれが存在するならば、観測可能なエネルギー領域では通常の物質と弱い結合をするはずであることを示唆している。大型ハドロン衝突型加速器 (LHC) は2009年に高エネルギーフロンティアの探索を開始すると発表したので、一部の理論物理学者たちは非粒子の資質を持つものの性質やそれがLHC実験にどのように現れるかについて考え始めている。LHCに対する大きな期待の一つは、物質を構成する粒子とそれらを結びつける力に関するわれわれの最良の記述を更新し置き換える手がかりになる発見がなされることである。

## 性質
非粒子は、質量はほぼゼロであり、そのためほぼスケール不変であるニュートリノと共通する性質を持つと考えられる。ニュートリノは物質とほとんど相互作用をしない。そのため、たいていの場合、物理学者は相互作用後の"欠損 (missing) " エネルギーと運動量を計算することによってそれらの存在を推測することだけができた。同じ相互作用を何度も計測することで、どれだけのどういったニュートリノが関与しているのかをより明確に反映する確率分布を作ることができる。ニュートリノは低エネルギーでは通常の物質と非常に弱く結合し、エネルギーが上がるにつれて結合効率は高まる。
同様の手法が非粒子の痕跡の探索に用いることができると考えられる。スケール不変性に従うと、非粒子の分布は質量ゼロの粒子のfractional numberについての分布に近付くと予測されるため、明らかになるだろう。
このスケール不変セクターは標準模型の残りと非常に弱く相互作用すると考えられており、このことはもし存在するなら非粒子の資質を持つものの痕跡を観測することを可能にする。この非粒子の理論は標準模型場およびBanks–Zaks場をともに含む高エネルギーの理論である。これは赤外線部においてスケール不変な振る舞いをみせる。これら二つの場は、もし相互作用のエネルギーが十分に高いなら通常の粒子の相互作用を通じて相互作用することができる。
これらの粒子相互作用は実験装置によって検出されないであろう"欠損"エネルギーおよび運動量を持つように見えるだろう。ある明らかな欠損エネルギー分布が得られたならば、非粒子の資質を持つものが生じたこと意味するであろう。もしそのような痕跡が観測されない場合、そのモデルの限界が設定され改良することができる。